# Cleish

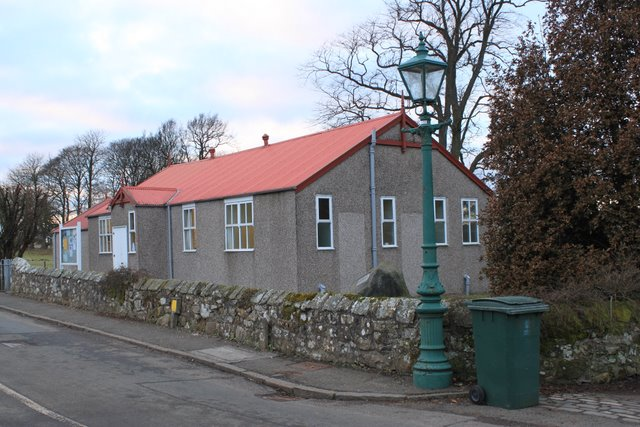
Dorfhalle von Cleish

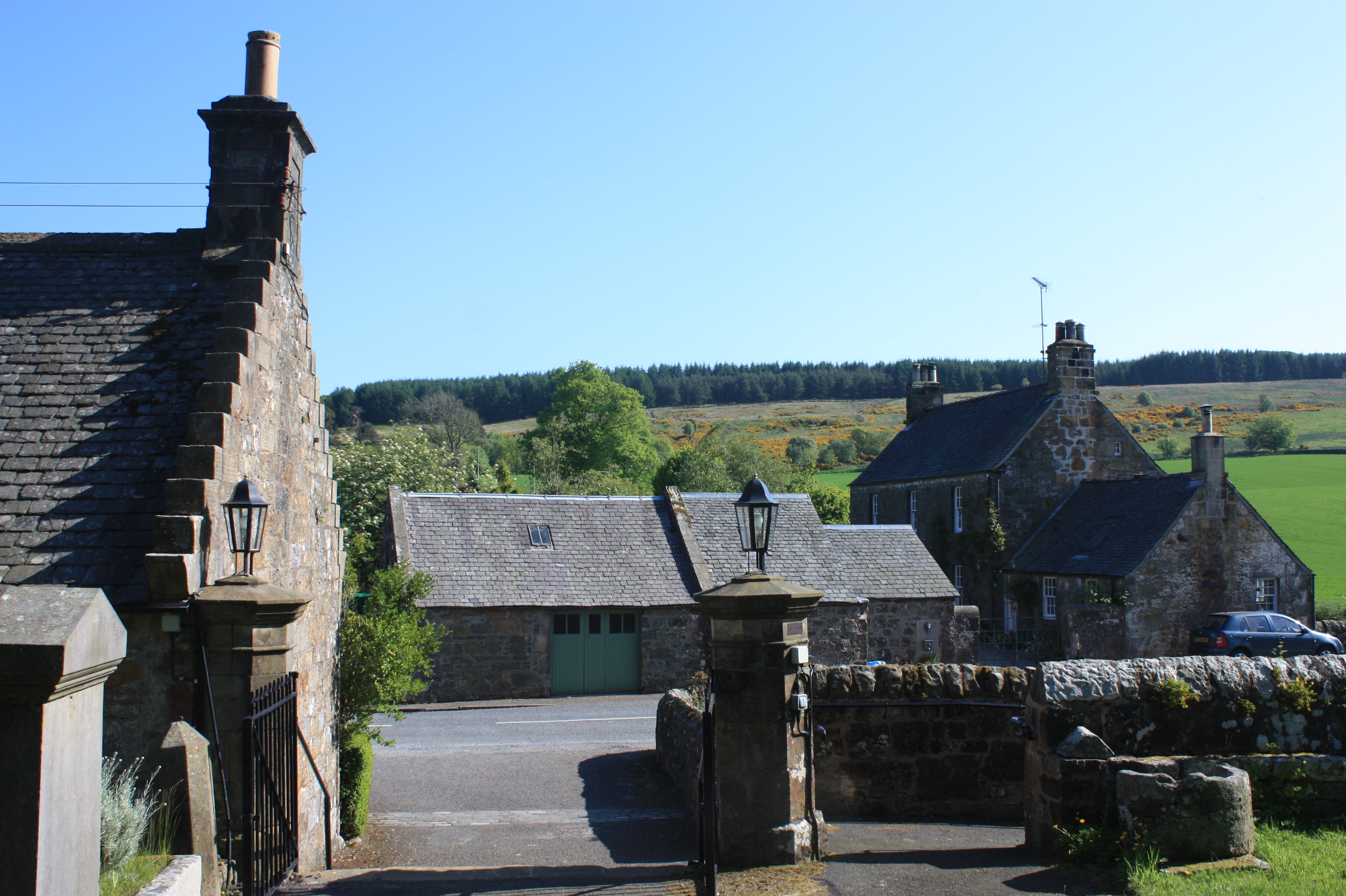
Häuser im Ort

Cleish ist eine Ortschaft, die im Norden von Schottland zwischen Perth im Norden und Edinburgh im Südosten in der Council Area Perth and Kinross liegt. Im Rahmen der historischen Gliederung Schottlands in Civil Parishes bildete es den Hauptort einer gleichnamigen Einheit, die zu Kinross-shire gehörte.

## Geographie
Cleish liegt in einer hügeligen Umgebung, südwestlich des Sees Loch Leven. Größere Ortschaften in der Umgebung sind Dunfermline im Süden, Cowdenbeath im Südosten, Crook of Devon im Westen sowie Kinross im Nordosten.

## Historisches
Fünf Baulichkeiten im Ort wurden als Listed Building in unterschiedlichen Kategorien ausgewiesen und damit unter Denkmalschutz gestellt. Es sind
- die Kirche Cleish Parish Church[2]
- das Schulgebäude Cleish Public School[3]
- das Einzelgebäude Cleish House[4]
- der Wohnturm Cleish Castle[5]
- der Friedhof Cleish Churchyard[6]